# Mk 31型魚雷
Mk 31型魚雷是一種於驅逐艦上發射的聲波制導魚雷，由哈佛大學和賓夕法尼亞州立大學於二戰期間研發。作為Mk 18型電力推進魚雷的修改版，被視為是太平洋戰爭上的一種暫時過渡性武器，直至有供美國海軍用的新型高速聲波制導魚雷被研發出來。
Mk 31因其它成功率更高的項目的狀態，特別是Mk 16型魚雷和Mk 35型魚雷，Mk 31型魚雷的進一步研發被終止。